# ジョセフ・ドモニ
ジョセフ・ドモニ（Joseph Domoni、2003年10月4日 - ）は、ニュージーランド出身のラグビーユニオン選手。

## 来歴
ネルソン・カレッジ 卒業後、2022年大東文化大学ラグビー部に入部。
大学を中退し、2023年4月花園近鉄ライナーズに加入。
2025年5月、花園近鉄ライナーズを退団。所属中に公式戦への出場機会は得られなかった。